# Sheila Fearn
Sheila Fearn (Leicester, Leicestershire, Engeland, 3 oktober 1940) is een Engelse actrice die vooral bekend geworden is als Ann Fourmile in de televisieserie en gelijknamige film George & Mildred. 
Verder had ze een kleine rol in de film Time Bandits en was ze te zien in de televisieseries The Likely Lads, The Big Spender, Weavers Green, Whatever Happened to the Likely Lads?, Emergency-Ward 10 en The Flockton Flyer. Ook speelde ze vele gastrollen, waaronder in Z Cars, The Avengers, The Beverly Hillbillies en Dixon of Dock Green.
Haar laatste wapenfeit stamt alweer uit 1988, toen ze Iris Swindley speelde in de televisieserie News at Twelve.

## Filmografie
- News at Twelve Televisieserie - Iris Swindley (1988)
- East of Ipswich (Televisiefilm, 1987) - Mrs. Hargreaves
- Sorry! Televisieserie - Freddie (Afl. The Rabbit and the Pussycat, You're Going Nowhere, Bottom of the Class, 1982)
- Time Bandits (1981) - Kevins moeder
- George & Mildred (1980) - Ann Fourmile
- George & Mildred Televisieserie - Ann Fourmile (1976-1979)
- The Flockton Flyer Televisieserie - Kathy Carter (6 afl., 1977)
- Z-Cars Televisieserie - Greer Hatton (Afl., Prisoners, 1976)
- The Likely Lads (1976) - Audrey
- Z-Cars Televisieserie - Gwen Newcombe (Afl., Boys in Blue, 1975)
- Spy Trap Televisieserie - Mrs. Church (Afl., A Nice Place to Live, 1975)
- Thriller Televisieserie - Prudence Claire (Afl., Sign It Death, 1974)
- Menace Televisieserie - Audrey (Afl., Comfortable Words, 1973)
- Whatever Happened to the Likely Lads? Televisieserie - Audrey Collier (Afl. onbekend, 1973-1974)
- New Scotland Yard Televisieserie - Joan Prentice (Afl., And When You're Wrong?, 1972)
- Trial Televisieserie - Gwen Chappell (Afl., Good People, 1971)
- Paul Temple Televisieserie - Leda Bailey (Afl., The Man from the Sea, 1970)
- Menace Televisieserie - De dame (Afl., Who's Been Sleeping in My Bed?, 1970)
- Hadleigh Televisieserie - Shirley Spence (Afl., For Those in Peril, 1969)
- Special Branch Televisieserie - Det.Sgt. Sarah Gifford (Afl., The Children of Delight, 1969)
- Barrister at Law (Televisiefilm, 1969) - Catherine Brent
- Public Eye Televisieserie - Valerie Kitson (Afl., If This Is Lucky, I'd Rather Be Jonah, 1968)
- Z-Cars Televisieserie - Josie Benson (Afl., Hudson's Way: Part 1 & 2, 1968)
- The Avengers Televisieserie - Jenny (Afl., Murdersville, 1967)
- The Beverly Hillbillies Televisieserie - Jongedame (Afl., Clampett Castle, 1967)
- Adam Adamant Lives! Televisieserie - Susie (Afl., Death Has a Thousand Faces, 1966)
- Weavers Green Televisieserie - Sue Patterson (1966)
- Dixon of Dock Green Televisieserie - Pat Rogers (Afl., The Intruders, 1965)
- Z-Cars Televisieserie - Lucy Morrison (Afl., The Hard-Faced Grabber, 1965)
- The Big Spender Televisieserie - Polly (1965)
- Catch Us If You Can (1965) - Shirley
- The Wednesday Play Televisieserie - Ann Johnson (Afl., Wear a Very Big Hat, 1965)
- The Likely Lads Televisieserie - Audrey (Afl. onbekend, 1964-1966)
- Emergency-Ward 10 Televisieserie - Elizabeth Benskin (Afl. onbekend)